# Alkmaion (Philosoph)

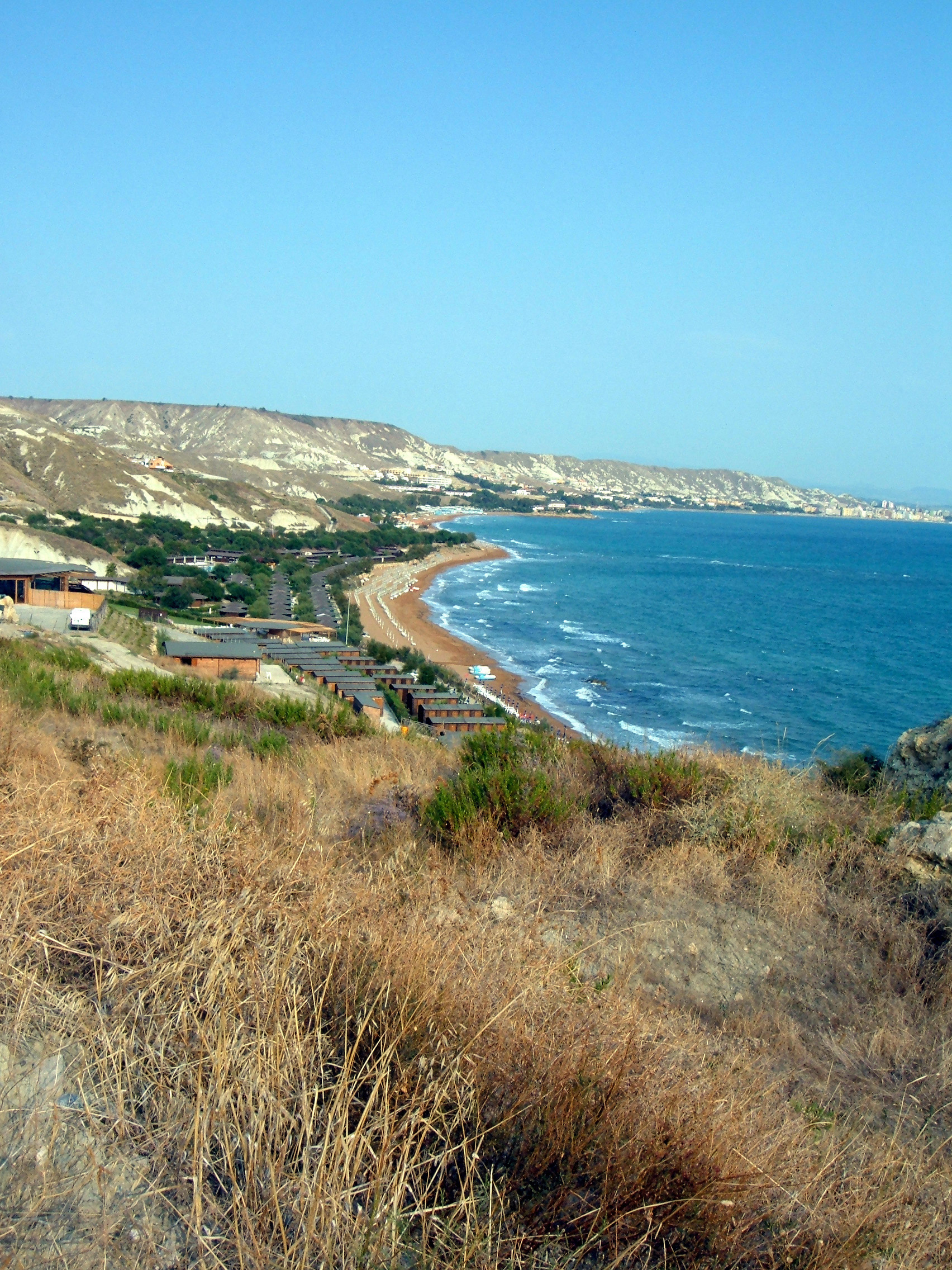
Die Gegend von Alkmaions Heimatstadt Kroton (Crotone)

Alkmaion (altgriechisch Ἀλκμαίων Alkmaíōn oder (attisch) Ἀλκμέων Alkméōn, latinisiert Alcmaeo), auch Alkmaion von Kroton genannt, war ein antiker griechischer Naturphilosoph. Er lebte im späten 6. und frühen 5. Jahrhundert v. Chr. im griechisch besiedelten Süditalien und gehörte zu den Vorsokratikern, die mit unterschiedlichen Ansätzen ein ganzheitliches Naturverständnis anstrebten. Außerdem soll er als Arzt praktiziert haben. Jedenfalls setzte er sich im Rahmen seiner naturphilosophischen Tätigkeit mit medizinischen und biologischen Fragen auseinander. Ungeklärt ist sein Verhältnis zur Gemeinschaft der Pythagoreer, der er angeblich angehörte.
Alkmaion hob die Rolle des Gehirns als Wahrnehmungs- und Erkenntnisorgan hervor. Die Gesundheit deutete er als ausgewogenes Verhältnis zwischen gegensätzlichen Faktoren im Körper, Krankheiten führte er auf Störungen des Gleichgewichts durch ein Übermaß zurück. Im einseitigen Dominieren eines einzelnen Faktors sah er ein Übel. Bei der Erörterung der Verhältnisse im Körper bediente er sich einer aus dem politischen Diskurs stammenden und mit entsprechenden Wertungen verbundenen Terminologie. Diese war in Kreisen verbreitet, die politisch und sozial eine ausgleichende Haltung einnahmen und das Prinzip der Alleinherrschaft oder Tyrannis ablehnten.

## Leben
Alkmaion stammte aus der Stadt Kroton, dem heutigen Crotone in Kalabrien. Dort hatte um 530 v. Chr. der Philosoph Pythagoras eine Schule und Gemeinschaft von Gleichgesinnten gegründet. Die Anhänger seiner Lehre, die Pythagoreer, übten zu Alkmaions Zeit im griechisch besiedelten Süditalien kulturell und politisch erheblichen Einfluss aus. Laut Angaben von Quellen aus der römischen Kaiserzeit gehörte Alkmaion zur Gemeinschaft der Pythagoreer. Der Doxograph Diogenes Laertios und der spätantike Philosoph Iamblichos bezeichnen ihn als Schüler des Pythagoras. In der Metaphysik des Aristoteles steht, dass in Alkmaions Jugendzeit Pythagoras noch am Leben, aber schon betagt gewesen sei. Die Authentizität dieser Mitteilung ist zwar zweifelhaft, denn es besteht der Verdacht, es könne sich um eine Interpolation – eine nicht authentische Einfügung – im Text der Metaphysik handeln, doch gilt die chronologische Angabe als glaubwürdig. Wenn die Information zutrifft, fällt Alkmaions Geburt ins dritte Viertel des 6. Jahrhunderts v. Chr., denn Pythagoras kam um 530 v. Chr. nach Kroton und lehrte dort rund zwei Jahrzehnte lang. Allerdings wird in der Fachliteratur auch eine Spätdatierung der Wirkenszeit – nach der Mitte des 5. Jahrhunderts v. Chr. – erwogen.
Dem Bericht des Aristoteles zufolge ist die Naturphilosophie Alkmaions derjenigen der Pythagoreer oder einer bestimmten Gruppe von Pythagoreern ähnlich, stimmt aber nicht in jeder Hinsicht mit ihr überein, da er sich nicht so präzis wie diese Denker auf bestimmte Aussagen festlegte. Wer dabei wen beeinflusste, ist für Aristoteles unklar. Ob man daraus folgern kann, dass Aristoteles Alkmaion nicht für einen Pythagoreer gehalten habe, ist in der Forschung umstritten. Zwar gestattet die Quellenlage keine genauere Bestimmung von Alkmaions Verhältnis zu den Pythagoreern, doch ist immerhin zu erkennen, dass er ihnen jedenfalls philosophisch nahestand. Für seine Zugehörigkeit zu der Gemeinschaft plädiert Leonid Zhmud. Anderer Meinung sind beispielsweise William K. C. Guthrie und Andreas Patzer. Die Eigenständigkeit Alkmaions betont Roberta Marrollo.
Alkmaions Heimatstadt Kroton war zu seiner Zeit ein bedeutendes Zentrum der griechischen Medizin; dort lebte damals der berühmte Arzt Demokedes. Alkmaion selbst soll auch praktizierender Arzt gewesen sein, doch ist dies in der Forschung umstritten, denn es fehlen zuverlässige Informationen; erst der spätantike Gelehrte Calcidius nennt ihn ausdrücklich Arzt.

## Werke
Alkmaion schrieb ein Buch über seine Naturphilosophie, dessen – möglicherweise nicht vom Autor stammender – Titel Über die Natur (Peri phýseōs) oder nach anderer Überlieferung Naturlehre (physikós lógos) lautete. Diese Schrift ist verloren, doch lässt sich ihr Inhalt teilweise aus Erwähnungen und Zitaten in späterer Literatur erschließen. Mit dem naturphilosophischen Werk wandte sich Alkmaion nach seinen Worten an drei Leser namens Brotinos, Leon und Bathyllos. Die namentliche Nennung dieser Männer zu Beginn der Schrift wird gewöhnlich als Widmung des Werks an sie gedeutet. Die Absicht des Verfassers kann aber auch eine bloße Ermahnung oder Belehrung gewesen sein. Brotinos, Leon und Bathyllos waren Pythagoreer. Sie erscheinen mit teils etwas abweichender Schreibung ihrer Namen auch in den Pythagoreerlisten des Iamblichos. Nach einer Mitteilung des kaiserzeitlichen Schriftstellers Favorinus galt Alkmaion als der erste Autor, der ein naturphilosophisches Werk verfasste. Diese Annahme ist allerdings irrig. Dem Bericht des Diogenes Laertios zufolge behandelten Alkmaions Schriften vorwiegend medizinische Themen.

## Lehre
Aus den Quellen geht hervor, dass sich Alkmaion besonders für medizinische und biologische Fragen interessierte und dass in seiner Philosophie anthropologische Probleme im Vordergrund standen. Er befasste sich mit Physiologie einschließlich Pflanzenphysiologie und Embryologie, angeblich auch mit Anatomie. Ferner nahm er zu astronomischen Fragen Stellung.

### Erkenntnistheorie
Alkmaion legte Wert auf die Unterscheidung zwischen Denken und Wahrnehmen. Im Denken sah er die spezifische Besonderheit des Menschen, den er damit vom Tierreich scharf abgrenzte. In der Erkenntnistheorie lehrte er, eine unmittelbare Einsicht in die unsichtbaren und die vergänglichen Dinge sei den Göttern vorbehalten, während die Menschen darauf angewiesen seien, sich diskursiv durch Folgerungen aus Beobachtungen um Erkenntnis zu bemühen.
Unklar ist, ob die funktionale Unterscheidung zwischen Wahrnehmung und Denken, die Alkmaion vornahm, ihn dazu bewog, eine Trennung zwischen zwei verschiedenartigen Vorgängen anzunehmen. Die Besonderheit seines Beitrags zur antiken Erkenntnistheorie besteht wohl nicht in Überlegungen zu einer solchen Trennung. Seine Leistung ist vielmehr darin zu sehen, dass er die theoretischen Voraussetzungen dafür schuf, die verschiedenen Stufen der kognitiven Bewältigung der Objektwelt, die von den Wahrnehmungs- und Denkakten ermöglicht werden, zu charakterisieren und ihre Unterschiedlichkeit im Rahmen seines umfassenden Modells zu beschreiben.

### Medizin

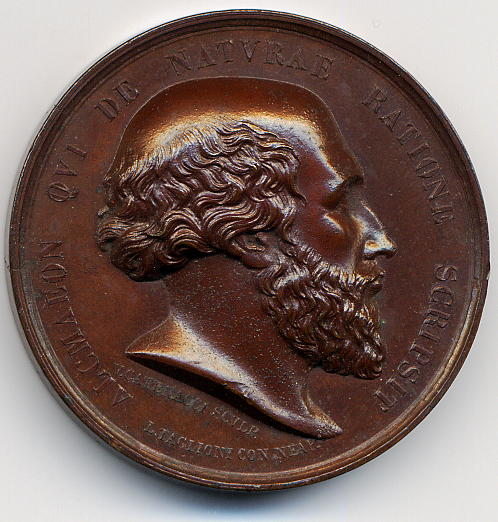
Alkmaion von Kroton auf einer Medaille von 1832

Von Alkmaion stammt die älteste bekannte Definition von Gesundheit und Krankheit. Er bestimmte die Gesundheit als den Zustand der Isonomie und Krankheit als dessen Störung. Das Wort isonomía bedeutet wörtlich Gleichberechtigung. Damit meinte Alkmaion ein Gleichgewicht oder eine Ausgewogenheit der gegensätzlichen polaren Kräfte im menschlichen Körper. Krankheit war für ihn das Ergebnis der Alleinherrschaft (monarchía) eines von zwei Gegensatzpolen. So führte er ursprünglich politische Begriffe in die medizinische Terminologie ein. Er war der einzige antike Denker, der das Begriffspaar Isonomie/Alleinherrschaft in naturphilosophisch-medizinischem Zusammenhang verwendete. Unter Isonomie verstand man im politischen Diskurs Gleichberechtigung und Gleichheit der Bürger vor dem Gesetz. Es war ein programmatischer Begriff aus dem Wortschatz der Gegner willkürlicher Herrschaft.
Als Beispiele von medizinisch relevanten Gegensatzpaaren nannte Alkmaion das Feuchte und das Trockene, das Kalte und das Warme, das Bittere und das Süße; als Krankheitsursache komme insbesondere übermäßige Hitze oder Kälte in Betracht. Ein Krankheitsausbruch erfolge entweder im Blut oder im Mark oder im Gehirn; als Anlass führte Alkmaion unter anderem ein Übermaß oder einen Mangel an Nahrung an. Der Darstellung des Aristoteles zufolge nahm er an, dass das menschliche Leben größtenteils von Gegensatzpaaren bestimmt sei. Damit meinte er innere Qualitäten des Organismus, auf die dann auch die Humoralpathologie mit ihren Primärqualitäten der Körpersäfte als Elementarbestandteile des menschlichen Körpers beruht. Im Gegensatz zu den Pythagoreern legte er sich nicht auf eine bestimmte Anzahl von genau benannten Gegensatzpaaren als Urprinzipien fest.

### Physiologie, Anatomie und Embryologie
Seinen Nachruhm verdankt Alkmaion vor allem seiner Rolle als Hirnforscher; er gilt als Begründer der wissenschaftlichen Hirnforschung. Im Gehirn – nicht, wie andere Denker, im Herzen – sah er das zentrale Organ der Wahrnehmung und Erkenntnis. Diese wird nach seiner Lehre dadurch ermöglicht, dass das Gehirn durch Kanäle mit den Sinnesorganen in Verbindung steht. Er wies darauf hin, dass die Sinneswahrnehmung beeinträchtigt werde, wenn das Gehirn erschüttert werde und seine Lage verändere, denn dadurch würden die Kanäle in Mitleidenschaft gezogen.
Alkmaion erläuterte sein Wahrnehmungskonzept hinsichtlich der einzelnen Sinne, überging dabei aber den Tastsinn. Den Vorgang des Sehens erklärte er mit der Annahme, dass das Auge selbst von lichthafter, nämlich feuriger Natur sei; dies sei daraus zu ersehen, dass es Funken sprühe, wenn es von einem Schlag getroffen werde. Das Riechen erfolge mit der Einatmung, indem der Atem bis zum Gehirn gezogen werde. Das Hören werde durch einen Hohlraum in den Ohren, der selbst töne, ermöglicht, so wie man auch durch einen Hohlraum spreche; die resonierende Luft gebe den Ton an das Gehirn weiter. Die Zunge löse durch ihre Wärme die Geschmacksteilchen auf und leite sie dem Gehirn zu.
Das Einschlafen führte Alkmaion darauf zurück, dass das Blut sich zurückziehe, und das Aufwachen auf eine Ausbreitung des Blutes. Der Tod tritt nach seiner Lehre ein, wenn das Blut sich gänzlich zurückzieht.
In Zusammenhang mit Alkmaions Theorie, dass das Gehirn der Sitz aller Sinneseindrücke sei, wird in der Forschung vermutet, dass er den Sehnerv entdeckt und beschrieben habe. Diese Annahme ist allerdings umstritten. Hierbei stellt sich die allgemeine Frage, ob oder inwieweit Alkmaion seine Einsichten als Pionier auf dem Weg der damals noch völlig unüblichen Sektion gewann. Der spätantike Gelehrte Calcidius schreibt in seinem Kommentar zu Platons Dialog Timaios, Alkmaion habe als Erster durch Sezieren die Verbindung des Auges mit dem Gehirn aufgezeigt. Dass er als Arzt eine Operation am Auge gewagt habe, ist dem Text des Calcidius jedoch nicht – wie in älterer Forschungsliteratur angenommen wurde – zu entnehmen. Bei den Fragen, ob Alkmaion tatsächlich sezierte und ob er gegebenenfalls die Sektion am Menschen oder nur am (auch lebenden?) Tier vornahm, gehen in der Forschung die Meinungen weit auseinander.
Nach einer Bemerkung des Aristoteles behauptete Alkmaion zu Unrecht, dass Ziegen durch die Ohren atmen. Daraus wurde von Wissenschaftshistorikern gefolgert, dass er beim Sezieren die Eustachi-Röhre entdeckt habe und dadurch zu dem Fehlschluss verleitet worden sei. Die Theorie der Ohrenatmung bei Ziegen war in der späteren zoologischen Literatur der Antike verbreitet, doch wurde ihr Wahrheitsgehalt meist bezweifelt.
Ein Schwerpunkt von Alkmaions naturkundlicher Betätigung lag im Bereich der Zeugungslehre und der Embryologie. Auf diesem Gebiet waren die Möglichkeiten der Erkenntnisgewinnung damals äußerst begrenzt, daher war man in besonders hohem Maß auf spekulative Annahmen angewiesen. Wie Parmenides, Empedokles und Demokrit vertrat Alkmaion die „Zweisamenlehre“, der zufolge neben dem männlichen Samen auch ein weiblicher bei der Fortpflanzung eine Rolle spielt. Er behauptete, das Kind erhalte das Geschlecht desjenigen Elternteils, dessen Samen reichlicher vorhanden sei. Demnach wird die eine Samenmasse von der anderen überwältigt. Diese Theorie, die das mengenmäßige Überwiegen und daraus resultierende Vorherrschen (epikráteia) des einen oder des anderen Zeugungsstoffs zum maßgeblichen Faktor macht, wird seit der Untersuchung von Erna Lesky (1951) Epikrateia-Mechanismus genannt. Die Unfruchtbarkeit des männlichen Maulesels führte Alkmaion auf Dünnflüssigkeit und Kälte seines Spermas zurück.
Seine Überzeugung von der zentralen Rolle des Gehirns bewog Alkmaion zu der Hypothese, dass der Samen dort entstehe. Diese Ansicht wurde in der griechischen Biologie später von der rivalisierenden „Pangenesislehre“ Leukipps und Demokrits verdrängt, welche die Herkunft des Samens aus allen Körperteilen annimmt.

### Seelenlehre
In der Seele sah Alkmaion ein eigenständiges, unsterbliches Wesen, das unabhängig von Geburt und Tod ewig existiert. Die Begründung für diese Behauptung fand er in seinem Bewegungskonzept. Den Unterschied zwischen Vergänglichem und Ewigem macht nach seiner Lehre das Vorhandensein oder Fehlen der Fähigkeit zu endloser Bewegung aus. Die Ursache der menschlichen Sterblichkeit besteht darin, dass die Menschen nicht in der Lage sind, „den Anfang mit dem Ende zu verbinden“, das heißt unbegrenzt in Bewegung zu bleiben. Diese Feststellung bezieht sich auf die mangelnde Erneuerungsfähigkeit des Körpers, der nicht imstande ist, beim Tod zum Ausgangspunkt seines Daseins zurückzukehren und die Bewegungskraft seines ursprünglichen Zustands wiederzuerlangen. Für Alkmaion kontrastiert die Endlichkeit des linearen menschlichen Lebenszyklus mit der endlosen Kreisbewegung der göttlichen Himmelskörper. In dieser Hinsicht gleicht die Seele den Planetengottheiten. Sie ist nach Alkmaions Überzeugung im Gegensatz zum sterblichen Leib von Natur aus ewig in Bewegung. Aus dieser Beschaffenheit ergibt sich, dass die Seele das Schicksal des im Tod erstarrten Körpers nicht teilt. Vielmehr muss sie ebenso wie die Götter unsterblich sein. In der Forschung wird Alkmaions Überlegung fast einhellig auf die menschliche Seele bezogen; Christoph Horn glaubt jedoch, die Weltseele sei gemeint.
Nach der vorherrschenden Forschungsmeinung kommt es für Alkmaion ebenso wie später für Platon darauf an, dass die Seele selbstbewegend ist. Darin gleicht sie den Göttern und unterscheidet sich vom Körper, der sich nicht aus eigener Kraft bewegen kann.

### Astronomie
Alkmaion kannte die scheinbare jährliche Eigenbewegung der Planeten, der Sonne und des Mondes, mit der sie den Tierkreis von Westen nach Osten durchlaufen, wodurch eine Verschiebung gegen den Fixsternhimmel eintritt. In der Forschung wird meist angenommen, dass er diese Bewegung nicht selbst entdeckt hat, sondern sie einer pythagoreischen Quelle verdankte. Wie zahlreiche andere antike Philosophen meinte auch er, die Gestirne seien von göttlichen Wesen beseelt. Er soll die Sonne für flach gehalten haben.

## Rezeption
Platon erwähnte Alkmaion in seinen Werken nirgends namentlich, war aber offensichtlich von ihm beeinflusst. In seinen Dialogen Phaidros und Nomoi knüpfte er mit seiner Beweisführung für die Unsterblichkeit der Seele an eine Überlegung Alkmaions an und arbeitete sie aus, indem er die Unsterblichkeit aus der Selbstbewegung der Seele ableitete. Im Dialog Phaidon nahm er auf Alkmaions Auffassung von der Rolle des Gehirns Bezug.
Aristoteles äußerte sich in seiner Metaphysik aus philosophischer Sicht zu Alkmaions Lehre. Er hatte noch Zugang zu dessen naturphilosophischem Werk. In einer Liste von Schriften, die Aristoteles verfasst haben soll, findet sich der Titel Gegen (die Lehren) Alkmaions.
Die sogenannte Zweisamenlehre (siehe oben) der Zeugungsphysiologie, wie sie unter anderem von Alkmaion vertreten wurde, wurde von den Ärzten der hippokratischen Medizin übernommen.
Johann Wolfgang von Goethe spielte in dem Gedicht Dauer im Wechsel auf das Alkmaion-Fragment über den Grund der menschlichen Sterblichkeit an: „Laß den Anfang mit dem Ende / Sich in Eins zusammenziehn!“
In der modernen Altertumswissenschaft wird Alkmaion als origineller, empirisch orientierter Denker gewürdigt. Hervorgehoben wird, dass er der Naturforschung der Vorsokratiker einen neuen, physiologischen Impuls gab und sich als Pionier mit Fragen der Lebensvorgänge und der Struktur des menschlichen Organismus befasste. Zurückgewiesen werden aber aus der Sicht der neueren wissenschaftsgeschichtlichen Forschung enthusiastische Einschätzungen Alkmaions als Vater der Anatomie, der Physiologie, der Embryologie oder gar der Medizin schlechthin; es wird auf die ungünstige Quellenlage verwiesen, die derart weitreichende Behauptungen als zumindest voreilig erscheinen lässt. Immerhin scheint Alkmaion der erste Denker gewesen zu sein, der zugleich Naturphilosoph und Mediziner war; daher nennt ihn Andreas Patzer den Begründer der philosophischen Medizin. Patzer konstatiert, die Rezeption der frühgriechischen Philosophie durch die Alte Medizin sei „ein geistesgeschichtliches Ereignis ersten Ranges“ gewesen.